# Muhammet Akdeniz
Muhammet Akdeniz (Ankara, 1º gennaio 1995) è un lottatore turco, specializzato nella lotta libera. Agli europei di Budapest 2022 ha vinto la medaglia di bronzo nel torneo del -79 kg.

## Palmarès
| Anno | Manifestazione        | Sede        | Evento | Risultato | Note |
| ---- | --------------------- | ----------- | ------ | --------- | ---- |
| 2016 | Europei U23           | Ruse        | 70 kg  | Bronzo    |      |
| 2017 | Europei U23           | Szombathely | 70 kg  | 5º        |      |
| 2017 | Mondiali U23          | Bydgoszcz   | 70 kg  | Bronzo    |      |
| 2018 | Europei U23           | Istanbul    | 74 kg  | 14º       |      |
| 2018 | Mondiali universitari | Goiânia     | 74 kg  | Oro       |      |
| 2018 | Mondiali U23          | Bucarest    | 74 kg  | 9º        |      |
| 2022 | Europei               | Budapest    | 79 kg  | Bronzo    |      |